# Jakob Gruber (beeldhouwer)
Jakob Gruber (Hallein, 23 juli 1864 – Wenen, 9 juli 1915) was een Oostenrijks beeldhouwer.

## Biografie
Hij was een zoon van een mijnwerker, wat in zijn werken over mijnbouw tot uitdrukking komt. Oorspronkelijk werkte hij als houtsnijwerker en ornamentwerker. Na zijn militaire dienst studeerde hij vijf jaar lang aan een school voor decoratieve kunst. Hij kreeg een studiebeurs van de Schwestern-Fröhlich-stichting. Daarna studeerde hij van 1892 tot 1898 aan de Academie van beeldende kunsten in Wenen bij Caspar von Zumbusch.
In 1895 werd hij met de hofprijs beloond voor zijn werk Kampf. In 1900 ontving hij de Reichel-Preis voor beeldhouwerij voor zijn bronsgroep Verschüttete Bergknappen (verstrooide mijnwerkers).

## Werk

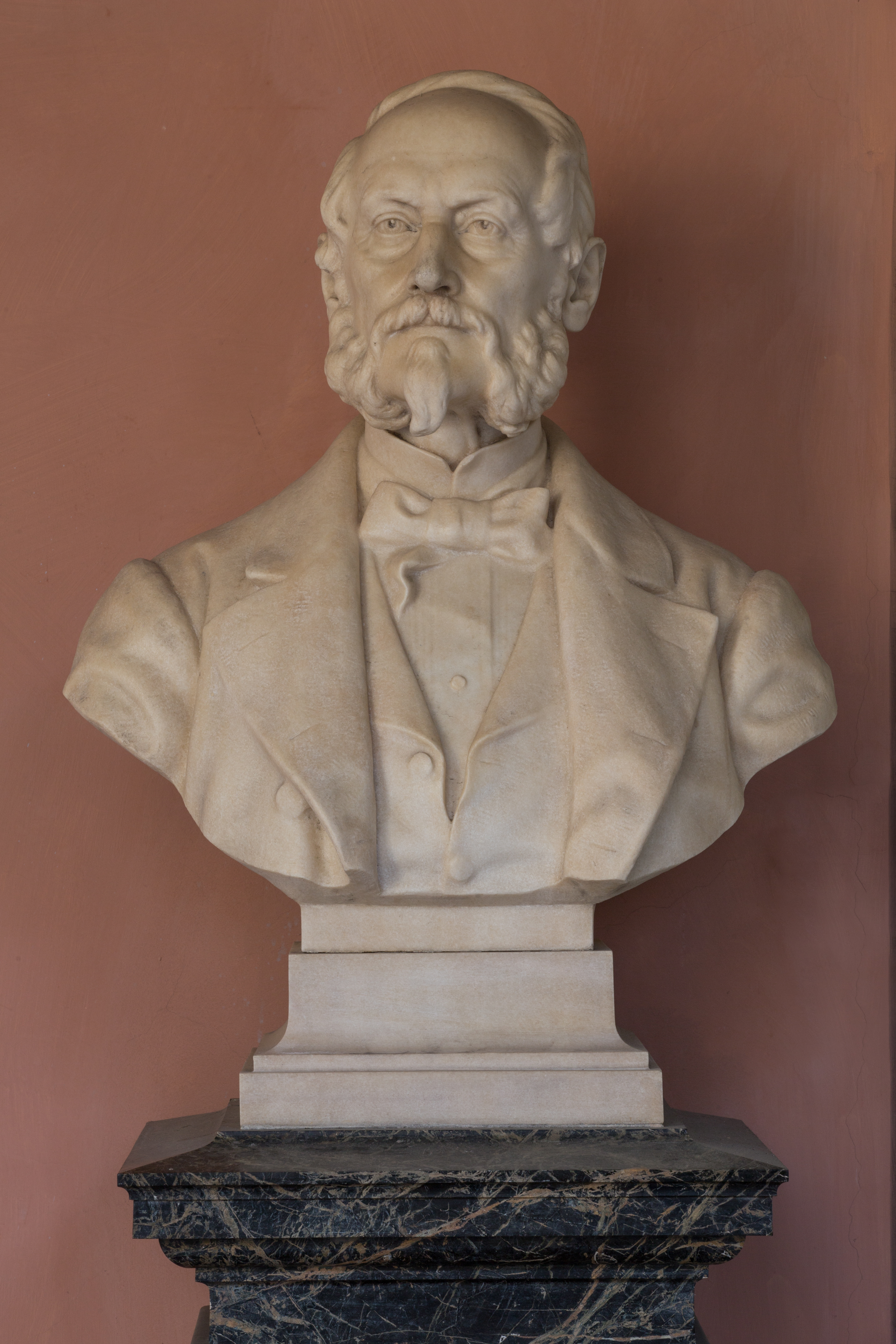
Franz Unger, Univ. Wenen

Gruber bracht vooral levensgroot werk voort. Ook maakte hij portretmedaillons waarvoor hij vooral in Rome, Florence en Napels aftrek vond. Zijn kunstwerken staan onder meer in Wenen, Berlijn en München opgesteld. Tot zijn bekendste werken behoren:
- 1895: Verschüttete Bergknappen, Reichel-Preis, locatie: Perner-eiland in Hallein
- 1895: Kämpfende Schiffbrüchige, getoond op verschillende tentoonstellingen
- 1906: Moeder Mozart met dochter Nannerl, Mozarthaus, Sankt Gilgen

- Gemeinsame Normdatei: 1011265079
- Virtual International Authority File: 170270812